# 2009: Lost Memories
2009: Lost Memories (br: 2009: Memórias Perdidas) é um filme sul-coreano de 2002, do gênero ficção científica,  com roteiro de Sang-hak Lee e Si-myung Lee. Foi dirigido por Si-myung Lee.

## Enredo
Em um futuro alternativo, a Coreia do Sul não existe como pais independente e faz parte do grande império japonês. Na segunda guerra mundial o Japão se aliou aos Estados Unidos e a bomba atômica foi lançada na Alemanha. Ao investigar um grupo terrorista o herói acaba descobrindo que a história foi alterada e que pode reverter os fatos viajando ao passado para isso.

## Elenco
- Kil-Kang Ahn   como  Myung-Hak Lee
- Toru Nakamura como  Shojiro Saigo
- Dong-gun Jang  como  Masayuki Sakamoto
- Ken Mitsuishi  como  Hideyo
- Miki Yoshimura  como  Yuriko Saigo
- Jin-ho Seo  como Hye-Rin Oh
- Min-sun Kim como a professora de crianças
- Goo Shin  como  Takahashi